# Bir Mogrein
Bir Mogrein (en árabe: بير مغرين‎) es una ciudad del norte de Mauritania con 2.761 habitantes (censo de 2000), ciudad del departamento de Bir Mogrein y de la región de Tiris Zemmur cercana a la frontera con Sahara Occidental.

## Clima
| Parámetros climáticos promedio de Bir Mogrein, Mauritania | Parámetros climáticos promedio de Bir Mogrein, Mauritania | Parámetros climáticos promedio de Bir Mogrein, Mauritania | Parámetros climáticos promedio de Bir Mogrein, Mauritania | Parámetros climáticos promedio de Bir Mogrein, Mauritania | Parámetros climáticos promedio de Bir Mogrein, Mauritania | Parámetros climáticos promedio de Bir Mogrein, Mauritania | Parámetros climáticos promedio de Bir Mogrein, Mauritania | Parámetros climáticos promedio de Bir Mogrein, Mauritania | Parámetros climáticos promedio de Bir Mogrein, Mauritania | Parámetros climáticos promedio de Bir Mogrein, Mauritania | Parámetros climáticos promedio de Bir Mogrein, Mauritania | Parámetros climáticos promedio de Bir Mogrein, Mauritania | Parámetros climáticos promedio de Bir Mogrein, Mauritania |
| Mes                                                       | Ene.                                                      | Feb.                                                      | Mar.                                                      | Abr.                                                      | May.                                                      | Jun.                                                      | Jul.                                                      | Ago.                                                      | Sep.                                                      | Oct.                                                      | Nov.                                                      | Dic.                                                      | Anual                                                     |
| --------------------------------------------------------- | --------------------------------------------------------- | --------------------------------------------------------- | --------------------------------------------------------- | --------------------------------------------------------- | --------------------------------------------------------- | --------------------------------------------------------- | --------------------------------------------------------- | --------------------------------------------------------- | --------------------------------------------------------- | --------------------------------------------------------- | --------------------------------------------------------- | --------------------------------------------------------- | --------------------------------------------------------- |
| Temp. máx. abs. (°C)                                      | 21                                                        | 24                                                        | 27                                                        | 28                                                        | 30                                                        | 34                                                        | 40                                                        | 39                                                        | 37                                                        | 31                                                        | 26                                                        | 22                                                        | 30                                                        |
| Temp. mín. media (°C)                                     | 12                                                        | 14                                                        | 16                                                        | 17                                                        | 18                                                        | 21                                                        | 25                                                        | 26                                                        | 24                                                        | 21                                                        | 17                                                        | 13                                                        | 19                                                        |
| Precipitación total (mm)                                  | 3                                                         | 3                                                         | 0                                                         | 3                                                         | 0                                                         | 0                                                         | 0                                                         | 3                                                         | 13                                                        | 8                                                         | 5                                                         | 5                                                         | 38                                                        |
| Fuente:                                                   |                                                           |                                                           |                                                           |                                                           |                                                           |                                                           |                                                           |                                                           |                                                           |                                                           |                                                           |                                                           |                                                           |